# Anders Gustâv
Carl Anders Gustâv, född 15 januari 1947 på Södermalm i Stockholm, död 17 mars 2006 på Frankfurts flygplats, var en svensk politiker (moderat), kommunalråd och kommunstyrelsens ordförande i Solna 1991–1994 samt från 1998 fram till sin död. Han kallades ofta "Solnas starke man" och var ett av få svenska kommunalråd som utan lagligt stöd använde en borgmästartitel. 

## Karriär
Anders Gustâv blev politiskt aktiv i slutet av 1960-talet; under en tid var han ordförande för Moderata ungdomsförbundet i Stockholms län. Utöver sitt engagemang som kommunpolitiker i Solna var Gustâv även under många år ledamot av Stockholms läns landsting och dess regionplane- och trafiknämnd. Han var även ordförande i Kommunförbundets Stockholms läns samhällsbyggnadsberedning. Han engagerade sig också i frågor som rörde hela regionen; han tog ställning mot trängselskatteförsöket i Stockholm och arbetade för en ny multifunktionsarena för att ersätta Råsunda fotbollsstadion.
Under Gustâvs ledning blev Solna en skuldfri kommun med landets lägsta kommunalskatt[källa behövs]. Genom att sälja kommunal mark fick Anders Gustâv flera ledande företag att lokalisera sina kontor till Solna, däribland många huvudkontor. Även bostadsområden byggdes ut, bland annat Frösunda.
Gustâv var engagerad i frågor om europeiskt samarbete och han var EU-anhängare. Han var vice ordförande i EU:s regionkommitté och ordförande för den svenska delegationen i regionkommittén. Han var också ordförande för moderaternas förbundsstyrelse i Stockholms län.
Gustâv avled 2006 på Frankfurts flygplats på resa från Cannes, där han deltagit vid en fastighets- och investeringsmässa. Han var på väg till Jönköping där han skulle tala på moderaternas kommunala rikskonferens. Hans närmaste var hans hustru och dotter.
Anders Gustâv är begravd på Solna kyrkogård.